# Marie Drion
Pour les articles homonymes, voir Drion.
Marie Drion, née le 21 novembre 1996 à Paris, est une comédienne et chanteuse française.

## Biographie
Dès l'âge de cinq ans, elle prend des cours de théâtre, de danse, de piano et de chant. En 2007, elle fait ses premiers pas au cinéma avec le film Two Days in Paris dans lequel elle interprète une fille prénommée Marie. L'année suivante elle prête sa voix au personnage de Zoé dans le film d'animation Chasseurs de dragons aux côtés de Vincent Lindon et Patrick Timsit. En 2013, elle interprète le rôle de Juliette dans Divin enfant.
Elle tient le rôle de Zoé Prieur dans la série Plus belle la vie de 2014 à 2017. Son personnage, d'abord secondaire, devient par la suite récurrent. Grâce à cette série, elle se crée une notoriété grâce à son rôle à l'écran. Elle annonce cependant en 2017 qu'elle arrête la série pour se consacrer à d'autres projets.

## Filmographie

### Cinéma
- 2007 : Two Days in Paris : Marie
- 2008 : Paris : Lila
- 2008 : Chasseur de dragons : Zoé (voix)
- 2014 : Divin enfant : Juliette
- 2017 : Wanderlust de Enguerrand Jouvin, Lou Occelli[2]
- 2023 : Conann : Diana Darck[3]

### Télévision
- 2006 : Commissaire Moulin : Anaïs (épisode Le profil du tueur)
- 2014 : Jaune Iris de Didier Bivel : figurante[4]
- 2014-2017 : Plus belle la vie : Zoé Prieur
- 2016 :  Tandem de Jérémie Marcus[5] pilote 1 et 2 : Alice Marchal
- 2018 : Section de recherches, saison 12, épisode 7 « Les hauts fonds » : Diane Villers
- 2019 : Le temps est assassin, mini-série : Aurélia Garcia jeune
- 2019 : Mytho, mini-série de Fabrice Gobert : Carole

### Clips musicaux
- 2017 : LÉGAL du groupe SEIN: "La meuf"
- 2018 : ILLY (feat. Therapie TAXI & Minette) du groupe SEIN : Minette

## Théâtre
- 2014 : Scène d'été pour jeunes gens en maillots de bains, mis en scène par Christophe Botti